# 南本寧堡 (喬治亞州)
南本寧堡（英語：Fort Benning South）是位於美國喬治亞州查塔胡其縣的一個人口普查指定地區。

## 地理
南本寧堡的座標為32°21′36″N 84°56′04″W / 32.36000°N 84.93444°W，而該地最高點為海拔高度120米（即394英尺）。

## 人口
根據2010年美國人口普查的數據，南本寧堡的面積為22.50平方千米，當中陸地面積為22.20平方千米，而水域面積為0.30平方千米。當地共有人口11837人，而人口密度為每平方千米526人。